# ホアキン・ペレイラ
ホアキン・ペレイラ（Joaquín Pereyra 、1998年12月1日 - ）は、アルゼンチン・エントレ・リオス州パラナ出身のプロサッカー選手。ミネソタ・ユナイテッドFC所属。ポジションは、ミッドフィールダー（ウインガー）。

## クラブ歴
2016年2月28日、3-0で勝利したアウェーのCAコロン戦の80分にワルテル・モントーヤとの交代出場でプロデビューを果たした。